# Szamosudvarhely község
Szamosudvarhely község (románul: Comuna Someș-Odorhei) község Szilágy megyében, Romániában. Központja Szamosudvarhely, beosztott falvai Dabjon, Dabjonújfalu, Inó, Szilágysolymos.

## Népessége
A 2011-es népszámlálás adatai alapján a község népessége 2671 fő volt.